# Orthotrichia trilineata
Orthotrichia trilineata är en nattsländeart som beskrevs av Jacquemart 1963. Orthotrichia trilineata ingår i släktet Orthotrichia och familjen smånattsländor. Inga underarter finns listade i Catalogue of Life.